# Crown Worldwide Group
Crown Worldwide Group è un'azienda privata, con sede centrale ad Hong Kong, che fornisce servizi di trasporto, mobilità e traslochi, logistica e deposito.
Fu fondato da Jim Thompson a Yokohama, in Giappone, nel 1965, ed è in seguito cresciuto fino a diventare una multinazionale con un volume d'affari di oltre 800 milioni di dollari e 265 sedi in circa 60 differenti paesi. I suoi marchi includono Crown World Mobility, Crown Relocations, Crown Fine Art, Crown Records Management, Crown Logistics e Crown Wine Cellars.